# Klaus Juncker
Klaus Juncker (* 21. September 1943 in Berlin) ist ein deutscher Bankmanager und Wirtschaftswissenschaftler.
Er ist Honorarprofessor der Philipps-Universität Marburg, ehemaliger Vorstand des Bereichs Mittelstand und Absatzfinanzierung der Deutsche Bank AG sowie Autor, Herausgeber bzw. Mitherausgeber von bankbetrieblichen Periodika, Sammelwerken und Fachbüchern.

## Leben
Nach dem Abitur 1962 und einer Banklehre bei der Handels- und Gewerbebank Heilbronn AG studierte Juncker an der Universität Innsbruck und der Ludwig-Maximilians-Universität München (1964–1968) Betriebswirtschaftslehre. Seit 1966 ist er Mitglied des Corps Suevia München. Er wurde 1971 an der Johann Wolfgang Goethe-Universität Frankfurt am Main zum Dr. rer. pol. promoviert.
Auf berufliche Aus- und Weiterbildung und Auslandsaufenthalte folgten Führungspositionen in der deutschen Bankwirtschaft, wie z. B. als Vorstand der Kölner Bank von 1867 eG Volksbank (1972 bis 1978). Die Position als Leiter der Zentralen Firmenkundenabteilung und später als Vorstand des Geschäftsbereichs Mittelstand und Absatzfinanzierung der Deutschen Bank AG folgten (1978 bis 1998). In dieser Funktion gehörte er mehreren Aufsichtsrats- und Beiratsgremien an. So war er etwa Beiratsmitglied der DB Consult GmbH Frankfurt und Redaktionsbeirat der Zeitschrift Bank und Markt. Ferner war er Mitglied von Gremien deutscher Institute bzw. Wirtschaftsverbände und universitärer Gremien: u. a. des Umweltausschusses des Deutschen Industrie – und Handelstages (DIHT), des Vereins zur Förderung des Instituts für Bankwirtschaft und Bankrecht an der Universität Köln (Vorstand), der Verbindungsstelle Landwirtschaft – Industrie, des Instituts für Neue Medien, des Rates des Deutsche Bank-Instituts für Familienunternehmen (heute: Wittener Institut für Familienunternehmen) an der Universität Witten/Herdecke, hier als Vorsitzender des Rates.
Nach seinem Ausscheiden aus dem aktiven Geschäft im Jahr 1998 war Juncker Geschäftsführer einer Management Consulting Gesellschaft sowie später Senior Advisor eines renommierten Beratungsunternehmens. Seit 2003 ist er persönlich haftender Gesellschafter und Geschäftsführer mehrerer Immobilienfondsgesellschaften.
Neben seiner beruflichen Tätigkeit war der in Bad Soden-Neuenhain lebende und verheiratete Juncker in verschiedenen Bereichen des öffentlichen Lebens ehrenamtlich tätig, so z. B. als Gründungsstifter und Vorsitzender des Kuratoriums der Stiftung Bürger für Münster. Das von ihm in Münster initiierte und mitgeführte Stiftungs-Kooperationsprojekt „Verantwortung Lernen“ wurde 2008 mit dem Förderpreis der Aktiven Bürgerschaft ausgezeichnet.

### Berufliches Wirken
Juncker hat in der beruflichen Praxis wie auch in der universitären Forschung – und vor allem in der Verbindung der Universitätsarbeit mit der Praxis – wichtige Beiträge geleistet: Die grundlegende Aufarbeitung von Themen wie Führung, Organisation und Marketing des Bankgeschäfts sowie die Umsetzung der dynamischen Entwicklungen von Märkten (insbesondere das Nachfrageverhalten der Kunden) in das Bankgeschäft bzw. dessen Management zählen hierzu.
Sein besonderes Interesse galt auch der Entwicklung und Markteinführung innovativer Finanzdienstleistungen bzw. der Aufarbeitung und/oder Unterstützung noch „unerforschter“ aber entwicklungsfähiger Themen. In aller Regel wurde ihnen zu diesem Zeitpunkt wenig allgemeines Interesse zugemessen. Hierzu sind zu zählen:
- Empfehlung in den 1970er Jahren, Controlling als ein modernes Instrument der Unternehmensführung auch im Bankbetrieb einzuführen.
- Anfang der 1980er Jahre wies er darauf hin, im Bankgeschäft mehr auf Selbstbedienung zu setzen und die „Senioren“ als eine immer interessanter werdende Zielgruppe nicht zu vergessen[3] (in umfassender Form wurde das Thema Zielgruppenmarketing von Juncker in nachfolgenden Jahren aufgenommen, siehe zuletzt hierzu: Juncker/Nietert: Demographic Banking, 2010).
- Maßgebliche Beteiligung bei der Einführung des Themas „Umweltschutz“ bei einer Großbank als Thema im Firmenkundengeschäft (neunziger Jahre). Diese Bank führte dann als wohl erstes Institut in Deutschland überhaupt den Umweltschutz als permanentes Thema in das Geschäft ein. Für diese Initiative wurde die Bank auch ausgezeichnet und verfolgt dieses Thema bis heute.

Er führte moderne Informations- und Kommunikationstechnologien, z. B. das Electronic Banking, als Produkte im Firmenkundengeschäft der Deutschen Bank ein. Ziel war, die Geschäfte mit Firmenkunden effizienter abzuwickeln und die Qualität der Beratung zu verbessern [Juncker: Electronic Banking für den Mittelstand, in: Die Wirtschaft, 6. April 1995, S. 23]. Die elektronische Abwicklung von Bankdienstleistungen zählt zu den Produkten, deren Entwicklung und Markteinführung er verantwortete bzw. in der Diskussion (Theorie und Praxis) vorantrieb. Als Beispielfall für das damals noch relativ neue Online Banking würde das heute allgemein übliche „Bezahlen an der Ladenkasse per Unterschrift“ (OLV-Online Lastschriftverfahren) zu nennen sein.
Die Deutsche Bank war später das erste Institut, das seine Firmenkunden mit den Chancen des Internets vertraut machte.
Seine beruflichen Interessen- und Forschungsgebiete verfolgte er nach 1998 überwiegend auf der Basis seiner universitären Lehr- und Forschungstätigkeit sowie als Mitherausgeber von Fachzeitschriften bzw. Sammelwerken und Fachbuchautor, zusätzlich zu den genannten Tätigkeiten in der privaten Finanzwirtschaft.

### Lehrtätigkeit
Juncker war von 1970 bis 1979 bis Dozent an der Bankakademie Köln/Bonn tätig. Im Wintersemester 1998 erhielt er einen Lehrauftrag am Lehrstuhl für Finanzierungen („Moderne Unternehmensfinanzierungen“) an der Westfälischen Wilhelms-Universität Münster und lehrte im Sommersemester 2000 bis zum Wintersemester 2001 als Inhaber der Dr. Otto Röhm-Stiftungsprofessur an der TU Darmstadt („Technologieorientierte Unternehmensgründungen“). Ab dem Wintersemester 1996 war er Lehrbeauftragter an der Phillips-Universität in Marburg, wo er im Jahr 2001 zum Honorarprofessor ernannt wurde.

## Veröffentlichungen
Juncker hat eine Vielzahl von Beiträgen in Zeitungen, Zeitschriften bzw. Sammelwerken veröffentlicht, zum Teil mit weiteren Fachautoren aus Praxis und Wissenschaft. Er ist Mitbegründer der Zeitschrift Bank und Markt (1972), der seit dreißig Jahren führenden Fachzeitschrift für den Markt und Wettbewerb der Finanzdienstleister, und ist deren Mitherausgeber.
Zudem ist Juncker Autor, Herausgeber bzw. Mitherausgeber von Fachbüchern, die sowohl grundlegenden Charakter haben – wie z. B. Marketing im Firmenkundengeschäft (1979) oder das Handbuch Firmenkundengeschäft (1993) – als auch darauf abzielen, Denkanstöße zu vermitteln. Hierzu gehören: Rationalisierung im Kreditwesen (1979) und Demographic Banking (2010).

### Bücher
- Olaf und... agenda Verlag, Münster 2017, ISBN 978-3-89688-565-4.
- mit Nietert: Demographic Banking. Fritz Knapp Verlag, 2010, ISBN 978-3-8314-0819-1.
- mit anderen: Moderne Unternehmensfinanzierung. Fritz Knapp Verlag, Frankfurt 2000, ISBN 3-7819-0658-2.
- mit Priewasser: Handbuch Firmenkundengeschäft. Fritz Knapp Verlag, 1993, 2. Auflage 2000, ISBN 3-8314-0717-7.
- Marketing im Firmenkundengeschäft. Fritz Knapp Verlag, 1979, ISBN 3-7819-0217-X.
- mit Muthesius: Rationalisierung im Kreditwesen. Fritz Knapp Verlag, 1979, ISBN 3-7819-0217-X.
- mit Schlegelmilch: Die Kapitalbeteiligungsgesellschaft in Theorie und Praxis- Fritz Knapp Verlag, 1976, ISBN 3-7819-0170-X
- Die betriebliche Altersvorsorge. Verlag Dr. Otto Schmidt KG, 1972, ISBN 3-504-51000-5; zugleich Dissertation.

### Beiträge in Zeitungen, Zeitschriften und Sammelwerken
- Die Konsequenzen der EWU für das Firmenkundengeschäft, Stein, Joh. H. von, Handbuch EURO, Verlag C. H. Beck, 1998, S. 165–185
- mi Millar: Global treasury to the year 2000, Treasury Trends und Perspektiven, Fritz Knapp Verlag, 1997, S. 19–40
- mit Priewasser: Zehn Thesen zum Firmenkundengeschäft, Bank und Markt 11/97, S. 16 ff.
- Multimedia – Multichancen für den Vertrieb, Sales Profi 4/97
- Währungsunion und Banken – Die Sicht des Firmenkundengeschäfts, Bankwissenschaftliche Schriftenreihe, Band 84 Währungsunion und Banken, 1996, Bank Verlag Wien, Otto Lucius (Hrsg.)
- Programm 2000: Firmenkundenbetreuung mit Qualität; K. Dingeldein, U. Kaeppel, Beratungs-Marketing für die Bankpraxis, Juni 1996, Kapitel 4-2.2, S. 18 ff.
- Mit dem Euro haben auch kleine Unternehmen große Chancen, Industrieanzeiger Nr. 12 vom 18. März 1996, Konradin Verlag
- Programm 2000: Lösungskonzepte für mittelständische Unternehmen!, KreditPraxis 1/1996, Betriebswirtschaftlicher Gabler Verlag, Wiesbaden
- Mit neuen Strategiekonzepten die Brücke zum Firmenkunden schlagen, Bank Magazin 12/95, Gabler Verlag
- Electronic Banking für den Mittelstand, Die Wirtschaft, 6. April 1995, S. 23
- mit Brockhoff-Hansen: Umweltschutzfinanzierungen, Handwörterbuch des Finanz- und Bankwesens, Gerke W. und Steiner M., 2. Aufl., Stuttgart, 1993
- Firmenkundengeschäft: Den Wandel managen, Handbuch Firmenkundengeschäft, Hrsg. Juncker/Priewasser, Fritz Knapp Verlag, 1993, S. 72–100
- mit Priewasser: Das Firmenkundengeschäft auf dem Weg ins 21. Jahrhundert, Handbuch Firmenkundengeschäft, Hrsg. Juncker/Priewasser, Fritz Knapp Verlag, 1993, S. 857–858
- Perspektiven im Geschäft mit Konzernen, Bank und Markt 12/1992, S. 22 ff.
- Wie die Banken bei der Finanzierung des Umweltschutzes helfen können, Das Wirtschaftsstudium 5/1992, S. 367 ff.
- Von der Marktsegmentierung zum strategischen Marketing im Firmenkundengeschäft, Handbuch des Bankmarketing, Hrsg. Süchting, J., van Hooven, E., 2. Aufl. Wiesbaden, 1991, S. 255 ff.
- mit Rüschen: Das Sortiment der Unternehmensfinanzierung am Beispiel einer Großbank, Der langfristige Kredit, 1991, S. 696 ff.
- Umweltschutz – Herausforderung und Verpflichtung, Bank und Markt 7/1990, S. 16 ff.
- Ökologische Aufgaben fordern die Banken heraus, Wachsende Lücke, Rheinischer Merkur / Christ und die Welt Nr. 14, 6. April 1990, II Merkur extra
- Neue Dienstleistungen für den Mittelstand, Schweizer Bank 7/1989, S. 59 ff.
- Erfolgreiche Beratung mittelständischer Kunden, Bankkaufmann 6/1989, S. 14 ff.
- Diversifizierung im Firmenkundengeschäft, Bank und Markt 4/1989, S. 5 ff.
- Neue Informationstechnologien im Firmenkundengeschäft als strategische Herausforderung, Die Bank 7/1988, S. 366 ff.
- mit Pfuhlmann: Entwicklungstendenzen im Bereich der computergestützten Bankdienstleistungen, Betriebswirtschaftliche Forschung und Praxis 5/1988, S. 418 ff.
- Informationsbereitstellung – ein neuer Geschäftszweig im Bankwesen?, ik report, Zeitschrift zum Informationswesen der Kreditwirtschaft, Band 1, Hrsg. Informationsring Kreditwirtschaft e. V., Mainz 1987, S. 18 ff.
- Investieren mit kalkuliertem Risiko, Fabrik 2000, 1986, S. 320 ff.
- Unternehmensplanung im Mittelstand, Der Mineralbrunnen 10/1986, S. 322 ff.
- Marketing und Management im Firmenkundengeschäft, Bank und Markt 6/1986, S. 25 ff.
- Marketing im Firmenkundengeschäft heute, Bank und Markt 8/1984, S. 22 ff.
- Bankrationalisierung, Rationalisierung im Kreditwesen, Fritz Knapp Verlag, 1979, S. 9–18
- Marketing-Logistik im Bankbetrieb, Bank und Markt 6/1979, S. 28 ff.
- Firmenkunden-Marketing einer Genossenschaftsbank, Bankpraxis `78, BVR Schriftenreihe 04, Deutscher Genossenschafts-Verlag eG, Wiesbaden, S. 175 ff.
- Senioren – die vergessene Zielgruppe?, Bank Information 12/1978, S. 1 ff.
- Kapitalbeteiligungsgesellschaften immer noch auf dem Prüfstand, Bank Information 5/1978, S. 7 ff.
- Zielgruppe: Mittelstand, Bank Information 12/1977, S. 8 ff.
- Kundendienst bei Banken – kein Aschenputtel mehr, Bank und Markt 12/1977, S. 28 ff.
- Die Bank als Berater mittelständischer Betriebe, Bank und Markt 4/1977, S. 5 ff.
- Das betriebliche Vorschlagswesen im Bankbetrieb, Bank Information 1/1977, S. 30 ff.
- mit Schlegelmilch: Die Vermittlung von Kapitalbeteiligungen – eine komplementäre Bankdienstleistung, Die Kapitalbeteiligungsgesellschaft in Theorie und Praxis, Fritz Knapp Verlag, 1976, S. 93 ff.
- Zur sozialen Verantwortung der Banken, Rheinisches Genossenschaftsblatt, 1976, S. 343 ff.
- Was kann die Verkaufsförderung wirklich leisten?, Bank und Markt 6/1976, S. 5 ff.
- Zweigstellenpolitik und Zweigstellenmanagement heute, Bank Information 4/1976, S. 6 ff.
- Die Kontoeröffnung als Marketingansatz, Bank und Markt 8/1975, S. 19
- Selbstbedienung – eine Vertriebsform für Kreditinstitute?, Bank Information 2/1975, S. 27 ff.
- Kundenorientierte Organisation der Kreditgenossenschaften (II), Bank Information 2/1974, S. 15 ff.
- Kundenorientierte Organisation der Kreditgenossenschaften (I), Bank Information 1/1974, S. 10 ff.
- Die neue Organisation der Kölner Bank, Bank und Markt 12/1973, S. 23 ff.
- Versicherungen – ein Bankgeschäft?, Bank und Markt 9/1973, S. 26 ff.
- Formulargestaltung – Marketing contra Computer?, Bank und Markt 6/1973, S. 12 ff.
- Bankmarketing braucht Produktgestaltung, Bank und Markt 3/1973, S. 7 ff.
- Zur Marketingkonzeption der Privatbankiers, VBO-Informationen Nr. 3/1972, S. 37 ff.
- Mit der Scheckkarte zur „checkless society“, Blätter für Genossenschaftswesen 1972, S. 370 ff.
- Dienstleistungen amerikanischer Geschäftsbanken, Blätter für Genossenschaftswesen 1972, S. 152 ff.
- mit Krahnen: Werbung der privaten Banken, Handbuch für Öffentlichkeitsarbeit der Kreditinstitute, Hrsg. Floss, Muthesius, Frankfurt, 1971, S. 170 ff.
- Die Rolle des Präferenzwettbewerbes im Kreditwesen, Zeitschriften für das gesamte Kreditwesen, 1971, S. 169 ff.
- Einige Aspekte des amerikanischen Bank-Marketings, Zeitschrift für das gesamte Kreditwesen 1971, S. 1122 ff.